# Casa de Chavchavadze
La Casa de Chavchavadze (en georgiano: ჭავჭავაძე) es una familia noble de Georgia. Originalmente una casa nobiliaria menor, más tarde alcanzarían el rango principesco (tavadi) por decreto del mepe del Reino de Kajetia, Constantino II, en 1726. Tras la incorporación paulatina de los reinos y principados georgianos al Imperio ruso, la Casa de Chavchavadze mantendría el título principesco, siendo referidos comúnmente sus miembros como kniaz georgianos.

## Historia
La Casa de Chavchavadze es una familia noble jevsuariana cuya primera mención data del siglo XV, durante el reinado de Alejandro I de Georgia. Sin demasiado seguimiento, vuelven a aparecer en la época de León de Kajetia en ese territorio, donde la familia se divide en dos líneas principales: Una en Telavi y Tsinandali; y otra en Kvareli y Shildi. Ambas ramas serían elevadas a la dignidad principesca georgiana (tavadi) en la década de 1680 de mano del mepe Heraclio I para una rama y en 1726 de mano del mepe Constantino II para la otra.
La importancia de la familia creció notablemente bajo el liderazgo de Garsevan Chavchavadze, de la rama de Telavi-Tsinandali, nacido a mediados del siglo XVIII, que fue un prominente estadista del reinado de Heraclio II, artífice de la alianza y acercamiento georgiano al Imperio ruso, para el que Garsevan se convirtió en ministro plenipotenciario en San Petersburgo, ciudad en la que nacería su primogénito, Alejandro Chavchavadze y en la que él mismo fallecería.
Alejandro Chavchavadze, sucesor de Garsevan al frente de la Casa, nacido en suelo ruso y amadrinado por la zarina Catalina la Grande, fue un destacado aristócrata georgiano y ruso que sirvió a la corona imperial rusa al tiempo que fue conocido como un gran «nacionalista cultural» de las tradiciones, lengua y cultura georgiana. Su desempeño y política matrimonial con sus hijas afianzó la posición de la familia en las aristocracias rusa y georgiana, desposando a su hija Nino con un miembro de una destacada familia diplomática rusa, Aleksandr Griboyédov, y a su hija Dadiani con un príncipe gobernante georgiano, David I del Principado de Mingrelia.
Con la absorción de los reinos y principados georgianos, muchas familias nobles georgianas vieron reafirmadas sus distinciones dentro de la administración imperial rusa. En el caso de los Chavchavadze, se reafirmó su condición de príncipes (kniaz) en los decretos del Zar de 1825, 1828, 1829 y 1850.
En el marco de la guerra de Crimea, tropas otomanas y aliados atacaron regiones de Georgia. Entre los afectados, se encontraron dos hijos de Alejandro Chavchavadze: Su hija menor Catalina Dadiani (nacida Chavchavadze, princesa de Mingrelia), que tuvo que dirigir la defensa de su principado frente a las tropas hostiles, y la princesa Anna Gruzinski, esposa de su hijo David Chavchavadze, que fue secuestrada el 4 de julio de 1853 por un hijo del imán Shamil, Ghazi Muhammad, junto a su hermana Varvara (mujer de otro príncipe georgiano, Georgi Orbeliani) e hijos y sirvientes. Se debió pagar un rescate de 40 000 rublos por los prisioneros y liberar a otro hijo de Shamil, Jamalud-din, para el rescate que tuvo lugar el 10 de marzo de 1855.

## Genealogía principal

### Miembros destacados
- Garsevan Chavchavadze (1757-1811), ayudante de campo del rey Heraclio II, firmante del Tratado de Gueórguiyevsk.
- Alejandro Chavchavadze (1784-1846), general y poeta del Imperio ruso.
- Yason Chavchavadze (1803-1857), general del Imperio ruso.
- David Chavchavadze (1817-1884), general del Imperio ruso.
- Zajary Chavchavadze (1825-1905), general del Imperio ruso, héroe de la Guerra de Crimea y de la Guerra Ruso-Turca (1877-1878)
- Iván Chavchavadze (1826-1913), general del Imperio ruso, héroe de la guerra de Crimea y de la guerra ruso-turca (1877-1878)
- Nikolái Chavchavadze (1830-1897), general del Imperio ruso.
- Iliá Chavchavadze (1837-1907), escritor y figura pública georgiana. Promotor de la Sociedad para la Difusión de la Alfabetización entre los Georgianos
- Archil Chavchavadze (1841-1902), general del Imperio ruso, héroe de la guerra ruso-turca de 1877-1878.
- Nikolái Chavchavadze (1867-1920), general del Imperio ruso.
- Aleksandr Chavchavadze (1870-1930), comandante del Regimiento Circasiano de la División Nativa.
- Nikolái Chavchavadze (1923-1997), académico, director del Instituto de Filosofía de la Academia de Ciencias de Georgia.
- David Chavchavadze (1924-2014), escritor y oficial de la CIA estadounidense.
- Elena Chavchavadze (nacida en 1947), periodista, directora de cine y guionista rusa.

### Princesas nacidas Chavchavadze
- Nina Griboyedova (1812-1857), esposa de A. S. Griboyédov.
- Catalina Dadiani (1816-1882), gobernante de Mingrelia (regente de su hijo menor Nicolás «Niko» [1853-1866], esposa de David I Dadiani, príncipe de Mingrelia).
- Tamara Gruzinskaya (1900-1968), esposa de Heraclio Bagratión-Gruzinski y actriz georgiana, Artista del Pueblo de Georgia (1943)